# Reino Unido en los Juegos Paralímpicos de París 2024
Reino Unido estuvo representado en los Juegos Paralímpicos de París 2024 por un total de 201 deportistas, 109 hombres y 92 mujeres.

## Medallistas
El equipo paralímpico británico obtuvo las siguientes medallas:
| Nombre | Deporte                       | Evento                                       |
| --- | ----------------------------- | -------------------------------------------- |
| Oro |                               |                                              |
| Hannah Cockroft | Atletismo                     | 100 m T34 femenino                           |
| Hannah Cockroft | Atletismo                     | 800 m T34 femenino                           |
| Samantha Kinghorn | Atletismo                     | 100 m T53 femenino                           |
| Sabrina Fortune | Atletismo                     | Peso F20 femenino                            |
| Ben Sandilands | Atletismo                     | 1500 m T20 masculino                         |
| Daniel Pembroke | Atletismo                     | Jabalina F13 masculino                       |
| Stephen McGuire | Bochas                        | Individual BC4 masculino                     |
| Sophie Unwin | Ciclismo en pista             | Persecución individual B femenino            |
| Elizabeth Jordan | Ciclismo en pista             | 1 km contrarreloj B femenino                 |
| James Ball | Ciclismo en pista             | 1 km contrarreloj B masculino                |
| Jaco van Gass | Ciclismo en pista             | Persecución individual C3 masculino          |
| Kadeena Cox Jaco van Gass Jody Cundy | Ciclismo en pista             | Velocidad por equipos C1-5 mixto             |
| Sarah Storey | Ciclismo en ruta              | Ruta C4-5 femenino                           |
| Sarah Storey | Ciclismo en ruta              | Contrarreloj C5 femenino                     |
| Sophie Unwin | Ciclismo en ruta              | Ruta B femenino                              |
| Finlay Graham | Ciclismo en ruta              | Ruta C1-3 masculino                          |
| Dimitri Coutya | Esgrima en silla de ruedas    | Florete individual B masculino               |
| Dimitri Coutya | Esgrima en silla de ruedas    | Espada individual B masculino                |
| Alice Tai | Natación                      | 50 m libre S8 femenino                       |
| Alice Tai | Natación                      | 100 m espalda S8 femenino                    |
| Tully Kearney | Natación                      | 100 m libre S5 femenino                      |
| Tully Kearney | Natación                      | 200 m libre S5 femenino                      |
| Poppy Maskill | Natación                      | 100 m espalda S14 femenino                   |
| Poppy Maskill | Natación                      | 100 m mariposa S14 femenino                  |
| Maisie Summers-Newton | Natación                      | 100 m braza SB6 femenino                     |
| Maisie Summers-Newton | Natación                      | 200 m estilos SM6 femenino                   |
| Ellie Challis | Natación                      | 50 m espalda S3 femenino                     |
| Grace Harvey | Natación                      | 100 m braza SB5 femenino                     |
| Rebecca Redfern | Natación                      | 100 m braza SB13 femenino                    |
| Louise Fiddes | Natación                      | 100 m braza SB14 femenino                    |
| Faye Rogers | Natación                      | 100 m mariposa S10 femenino                  |
| Stephen Clegg | Natación                      | 100 m espalda S12 masculino                  |
| Stephen Clegg | Natación                      | 100 m mariposa S12 masculino                 |
| William Ellard | Natación                      | 200 m libre S14 masculino                    |
| Brock Whiston | Natación                      | 200 m estilos SM8 femenino                   |
| Poppy Maskill Olivia Newman-Baronius Rhys Darbey William Ellard                                                                             | Natación                      | 4 × 100 m libre S14 mixto                    |
| Charlotte Henshaw | Piragüismo                    | KL2 femenino                                 |
| Charlotte Henshaw | Piragüismo                    | VL3 femenino                                 |
| Emma Wiggs | Piragüismo                    | VL2 femenino                                 |
| Laura Sugar | Piragüismo                    | KL3 femenino                                 |
| Benjamin Pritchard | Remo                          | Scull individual PR1M1x masculino            |
| Lauren Rowles Gregg Stevenson | Remo                          | Doble scull PR2Mix2x mixto                   |
| Frankie Allen Josh O'Brien Giedre Rakauskaite Edward Fuller Erin Kennedy                                                                    | Remo                          | Cuatro con timonel PR3Mix4+ mixto            |
| Amy Truesdale | Taekwondo                     | +65 kg femenino                              |
| Matt Bush | Taekwondo                     | +80 kg masculino                             |
| Alfie Hewett Gordon Reid | Tenis en silla de ruedas      | Dobles masculino                             |
| Jodie Grinham Nathan MacQueen | Tiro de arco                  | Compuesto por equipos clase abierta mixto    |
| Megan Richter | Triatlón                      | PTS4 femenino                                |
| David Ellis | Triatlón                      | PTVI masculino                               |
| Plata |                               |                                              |
| Samantha Kinghorn | Atletismo                     | 100 m T53 femenino                           |
| Samantha Kinghorn | Atletismo                     | 400 m T53 femenino                           |
| Samantha Kinghorn | Atletismo                     | 800 m T54 femenino                           |
| Kare Adenegan | Atletismo                     | 100 m T34 femenino                           |
| Kare Adenegan | Atletismo                     | 800 m T34 femenino                           |
| Marcus Perrineau-Daley | Atletismo                     | 100 m T52 masculino                          |
| Aled Davies | Atletismo                     | Peso F63 masculino                           |
| Samantha Kinghorn Ali Smith Jonnie Peacock Zachary Shaw                                                                                     | Atletismo                     | 4 × 100 m mixto                              |
| Daniel Bethell | Bádminton                     | Individual SL3 masculino                     |
| Krysten Coombs | Bádminton                     | Individual SH6 masculino                     |
| Harry Brown Simon Brown Terry Bywater Peter Cusack Ben Fox Lee Fryer Abdi Jama Lee Manning Kyle Marsh Jim Palmer Phil Pratt Gregg Warburton | Baloncesto en silla de ruedas | Torneo masculino                             |
| Daphne Schrager | Ciclismo en pista             | Persecución individual C1-3 femenino         |
| Archie Atkinson | Ciclismo en pista             | Persecución individual C4 masculino          |
| Stephen Bate | Ciclismo en pista             | Persecución individual B masculino           |
| Neil Fachie | Ciclismo en pista             | 1 km contrarreloj B masculino                |
| Finlay Graham | Ciclismo en pista             | Persecución individual C3 masculino          |
| Blaine Hunt | Ciclismo en pista             | 1 km contrarreloj C4-5 masculino             |
| Sophie Unwin | Ciclismo en ruta              | Contrarreloj B femenino                      |
| Frances Brown | Ciclismo en ruta              | Contrarreloj C1-3 femenino                   |
| Georgia Wilson | Deportes ecuestres            | Doma individual estilo libre grado II mixto  |
| Piers Gilliver | Esgrima en silla de ruedas    | Espada individual A masculino                |
| Piers Gilliver | Esgrima en silla de ruedas    | Sable individual A masculino                 |
| Dimitri Coutya Piers Gilliver Oliver Lam-Watson                                                                                             | Esgrima en silla de ruedas    | Florete por equipos masculino                |
| Daniel Powell | Judo                          | –90 kg J1 masculino                          |
| Zoe Newson | Levantamiento de potencia     | –45 kg femenino                              |
| Mark Swan | Levantamiento de potencia     | –65 kg masculino                             |
| Poppy Maskill | Natación                      | 200 m libre S14 femenino                     |
| Poppy Maskill | Natación                      | 200 m estilos SM14 femenino                  |
| Iona Winnifrith | Natación                      | 100 m braza SB7 femenino                     |
| Brock Whiston | Natación                      | 100 m braza SB8 femenino                     |
| Callie-Ann Warrington | Natación                      | 100 m mariposa S10 femenino                  |
| Alice Tai | Natación                      | 400 m libre S8 femenino                      |
| William Ellard | Natación                      | 100 m mariposa S14 masculino                 |
| Rhys Darbey | Natación                      | 200 m estilos SM14 masculino                 |
| Emma Wiggs | Piragüismo                    | KL2 femenino                                 |
| Hope Gordon | Piragüismo                    | VL3 femenino                                 |
| Jack Eyers | Piragüismo                    | VL3 masculino                                |
| David Phillipson | Piragüismo                    | KL2 masculino                                |
| Samuel Murray Annabel Caddick | Remo                          | Doble scull PR3Mix2x mixto                   |
| Robert Davies | Tenis de mesa                 | Individual MS1 masculino                     |
| Will Bayley | Tenis de mesa                 | Individual MS7 masculino                     |
| Alfie Hewett | Tenis en silla de ruedas      | Individual masculino                         |
| Andrew Lapthorne Gregory Slade | Tenis en silla de ruedas      | Quad dobles mixto                            |
| Claire Cashmore | Triatlón                      | PTS5 femenino                                |
| Bronce |                               |                                              |
| Ndidikama Okoh | Atletismo                     | 100 m T63 femenino                           |
| Hollie Arnold | Atletismo                     | Jabalina F46 femenino                        |
| Anna Nicholson | Atletismo                     | Peso F35 femenino                            |
| Zachary Shaw | Atletismo                     | 100 m T12 masculino                          |
| Lora Fachie | Ciclismo en pista             | Persecución individual B femenino            |
| Matthew Robertson | Ciclismo en pista             | Persecución individual C2 masculino          |
| Sophie Unwin | Ciclismo en pista             | 1 km contrarreloj B femenino                 |
| Lora Fachie | Ciclismo en ruta              | Ruta B femenino                              |
| Lora Fachie | Ciclismo en ruta              | Contrarreloj B femenino                      |
| Natasha Baker | Deportes ecuestres            | Doma individual grado III mixto              |
| Natasha Baker | Deportes ecuestres            | Doma individual estilo libre grado III mixto |
| Sophie Wells | Deportes ecuestres            | Doma individual grado V mixto                |
| Sophie Wells | Deportes ecuestres            | Doma individual estilo libre grado V mixto   |
| Georgia Wilson | Deportes ecuestres            | Doma individual grado II mixto               |
| Mari Durward-Akhurst | Deportes ecuestres            | Doma individual estilo libre «grado I» mixto |
| Dimitri Coutya Piers Gilliver Oliver Lam-Watson                                                                                             | Esgrima en silla de ruedas    | Espada por equipos masculino                 |
| Chris Skelley | Judo                          | +90 kg J2 masculino                          |
| Olivia Broome | Levantamiento de potencia     | –50 kg femenino                              |
| Olivia Newman-Baronius | Natación                      | 100 m espalda S14 femenino                   |
| Alice Tai | Natación                      | 100 m mariposa S8 femenino                   |
| Alice Tai | Natación                      | 200 m estilos SM8 femenino                   |
| Louise Fiddes | Natación                      | 200 m libre S14 femenino                     |
| Maisie Summers-Newton | Natación                      | 400 m libre S6 femenino                      |
| Mark Tompsett | Natación                      | 100 m espalda S14 masculino                  |
| Bly Twomey | Tenis de mesa                 | Individual WS7 femenino                      |
| Bly Twomey Felicity Pickard | Tenis de mesa                 | Dobles WD14 femenino                         |
| Paul Karabardak Billy Shilton | Tenis de mesa                 | Dobles MD14 masculino                        |
| Tim Jeffery | Tiro                          | Rifle en posición tendida 50 m mixto         |
| Jodie Grinham | Tiro de arco                  | Compuesto individual clase abierta femenino  |
| Hannah Moore | Triatlón                      | PTS4 femenino                                |
| Lauren Steadman | Triatlón                      | PTS5 femenino                                |